# Sassenberg
Sassenberg er en by i Tyskland i delstaten Nordrhein-Westfalen med cirka 15.000 indbyggere. Den ligger i kreisen Warendorf, cirka 6 km nordøst for Warendorf og 30 km øst for Münster.